# (2149) Schwambraniya
(2149) Schwambraniya (1977 FX) – planetoida z pasa głównego asteroid okrążająca Słońce w ciągu 4,07 lat w średniej odległości 2,55 au. Odkryta 22 marca 1977 roku.